# Ђорђе Драгић
Ђорће Драгић (Крека , 9. новембар 1910 — Београд, 1998), лекар, учесник Народноослободилачке борбе и санитетски генерал-потпуковник ЈНА.

## Биографија
Рођен је 9. новембра 1910. године у Креки. Пореклом из Цивљана у Далмацији. Основну школу и гимназију завршио је у Тузли, а Медицински факултет у Београду маја 1935. године. По одслужењу војног рока произведен је у чин резервног потпоручника санитетске службе.
Након обавезног стажа запошљава се као лекар социјалног осигурања и ради у Олову, Хан Пијеску и Тузли. Ту га 1941. године затиче рат.
Од првих дана окупације сарађује са Народноослободилачким покретом, да би 1943. године ступио у 19. бирчанску бригаду и преузео дужност лекара и референта санитета. Априла 1944. године постављен је за референта 38. Народноослободилачке ударне дивизије Трећег корпуса, децембра преузима дужност начелника Санитетског одељења у штабу Комитета народног ослобођења Југославије (НКОЈ), марта 1948. ради у Санитетском одељењу армије у Скопљу, да би новембра 1949. године преузео функцију наставника у Вишој војној академији за предмет Организација и тактика санитетске службе. Од 1952. године је на дужности у Санитетској управи ЈНА, затим од 1956. до 1963. начелник је Санитетског одељења Прве армије. Године 1963. прелази на дужност заменика начелника ВМА. Начелник ВМА био је од јануара 1971. до пензионисања 1979. године.
Уз редовно извршавање функционалних дужности генерал Драгић је остварио изузетно плодну научноистраживачку делатност на изучавању организације и тактике санитетске службе у народноослободилачком рату. Резултат те делатности је велика публицистичка активност са око 80 објављених књига, монографија и чланака у стручним часописима и енциклопедијама уз бројна реферисања на стручним скуповима у земљи и иностранству. Његова књига „Санитетска служба у партизанским условима ратовања“ јединствена је југословенска ратномедицинска публикација која је доживела четири издања, а изводи су објављени и на француском, енглеском и руском језику. За ову делатност генералу др Драгићу су додељене две награде "22. децембар" и то 1961. и 1963. године, а изабран је и за редовног професора ВМА за предмет Историја медицине.
Генерал Драгић био је члан Научног друштва за историју медицине, Удружења за међународно право секције за међународно-медицинско право, члан Савета Медицинског факултета у Београду, Савета Специјалне болнице за дечју туберкулозу, председник Суда части Српског лекарског друштва, одборник Социјално-здравственог већа Скупштине града Београда, члан одбора за борачка и инвалидска питања и др.
Носилац је многобројних одликовања: Ордена за храброст, Ордена заслуга за народ, Ордена братства и јединства, а међу другим мирнодопским одликовањима истичу се Орден за војне заслуге, Орден рада и Орден народне армије.
По одласку у пензију наставио је своје студијске и публицистичке активности.